# Boljanići (Pljevlja)
Pour les articles homonymes, voir Boljanići.
Boljanići (en serbe cyrillique : Бољанићи) est un village du nord du Monténégro, dans la municipalité de Pljevlja.

## Démographie

### Évolution historique de la population
| 1948 | 1953 | 1961 | 1971 | 1981 | 1991 | 2003 |
| ---- | ---- | ---- | ---- | ---- | ---- | ---- |
| 188  | 183  | 177  | 145  | 110  | 79   | 60   |